# Ray of Light
Ray of Light (tạm dịch: Tia sáng) là album phòng thu thứ bảy của nghệ sĩ thu âm người Mỹ Madonna, phát hành ngày 22 tháng 2 năm 1998 bởi Maverick và Warner Bros. Records. Sau khi sinh con đầu lòng, Madonna bắt đầu thực hiện album với một số nhà sản xuất từng hợp tác trước đó như Babyface và Patrick Leonard nhưng không hiệu quả, trước khi nữ ca sĩ theo đuổi hướng âm nhạc mới với nhà sản xuất người Anh William Orbit. Đây là đĩa hát mất nhiều thời gian thu âm nhất trong sự nghiệp của Madonna và cô phải đối mặt với nhiều sự cố liên quan đến hư hỏng phần cứng từ những thiết bị của Orbit, dẫn đến quá trình bị trì hoãn cho đến khi chúng được khắc phục. Đánh dấu bước đột phá rõ rệt so với những tác phẩm trước của cô, Ray of Light là một bản thu âm electronica và techno-pop kết hợp với nhiều thể loại khác nhau, như ambient, trip hop, nhạc psychedelic và nhạc Trung Đông, trong đó Madonna hát với âm vực rộng hơn và tông giọng đầy đặn hơn.
Ray of Light tập trung khai thác những chủ đề huyền bí trong cả âm nhạc lẫn nội dung lời bài hát, là thành quả sau khi Madonna theo đuổi Kabbalah, những nghiên cứu về Ấn Độ giáo và Phật giáo, cũng như những bài tập hằng ngày về Ashtanga yoga. Sau khi phát hành, nó nhận được sự hoan nghênh nhiệt liệt từ các nhà phê bình âm nhạc, trong đó họ đánh giá cao hướng âm nhạc mới của nữ ca sĩ. Được nhìn nhận là bản thu âm "mạo hiểm nhất" của Madonna, Ray of Light gây chú ý bởi nội quan và bản chất tâm linh của nó, đồng thời giọng hát của cô cũng được khen ngợi. Album chiến thắng bốn hạng mục giải Grammy trên tổng số sáu đề cử, bao gồm đề cử cho Album của năm và Thu âm của năm. Nó ra mắt và đạt vị trí thứ hai trên bảng xếp hạng Billboard 200 với doanh số tiêu thụ tuần đầu lớn nhất bởi một nghệ sĩ nữ lúc bấy giờ. Ray of Light cũng đứng đầu các bảng xếp hạng ở nhiều thị trường lớn như Úc, Canada, Đức và Vương quốc Anh, đồng thời bán được hơn 16 triệu bản trên toàn cầu.
Năm đĩa đơn đã được phát hành từ Ray of Light, bao gồm hai bản hit toàn cầu "Frozen" và "Ray of Light", trong khi những đĩa đơn còn lại "Drowned World/Substitute for Love", "The Power of Good-Bye" và "Nothing Really Matters" cũng gặt hái nhiều thành công đáng kể ở một số quốc gia. Để quảng bá album, Madonna thực hiện chuyến lưu diễn Drowned World Tour trong năm 2001 với 47 buổi diễn ở châu Âu và Bắc Mỹ. Nhiều nhà phê bình ghi nhận tầm ảnh hưởng của Ray of Light đối với nền nhạc đại chúng và cách nó phổ cập nhạc điện tử đến văn hóa đại chúng chính thống ở Mỹ. Họ cũng tán dương sự tái sinh trong âm nhạc của Madonna đã giúp cô khẳng định sức hút và tên tuổi giữa những nghệ sĩ hướng đến lứa tuổi thanh thiếu niên lúc bấy giờ. Ngoài ra, nó thường xuyên được nhiều tổ chức và ấn phẩm âm nhạc coi là một trong những album xuất sắc nhất mọi thời đại, bao gồm vị trí thứ 220 trong danh sách 500 album vĩ đại nhất mọi thời đại của Rolling Stone.

## Bối cảnh

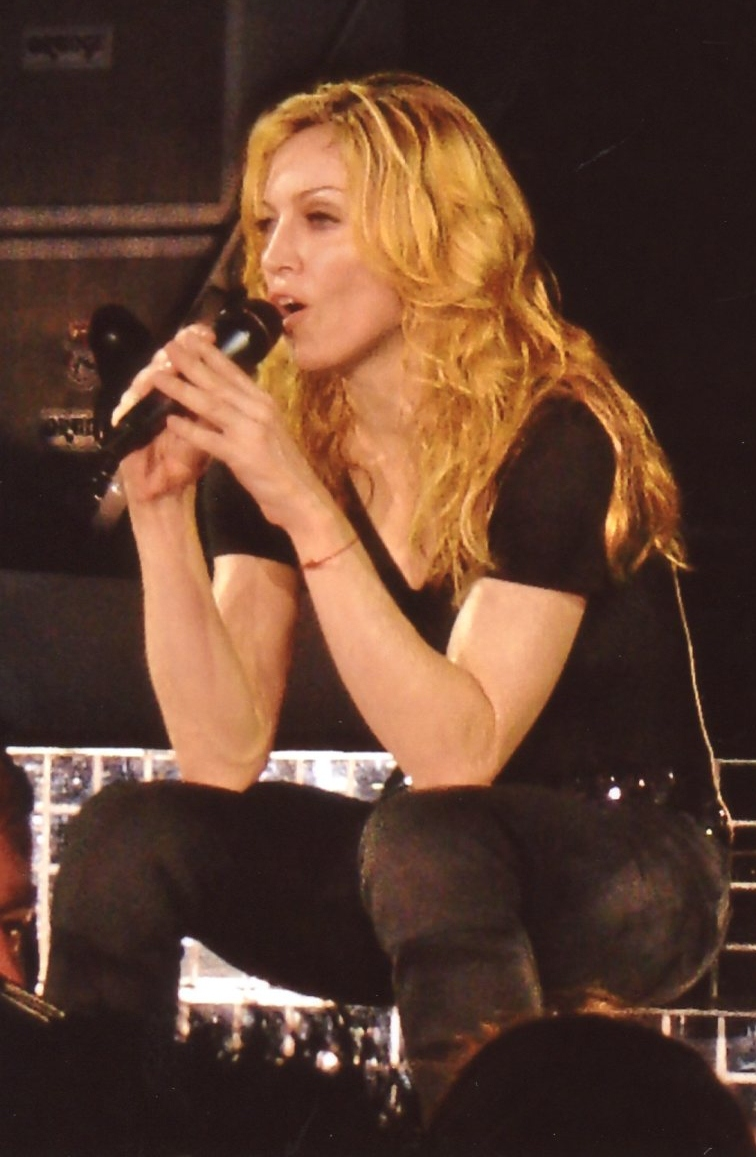
Madonna đang trình diễn bản nhạc mở đầu album, "Drowned World/Substitute for Love", trong chuyến lưu diễn Confessions Tour năm 2006.

Sau khi phát hành album tổng hợp Something to Remember (1995), Madonna trải qua những buổi học thanh nhạc để chuẩn bị cho vai diễn trong Evita (1996). Cô cũng sinh con gái đầu lòng, Lourdes, sau đó vào năm 1996. Những sự kiện này đã truyền cảm hứng cho một giai đoạn nhìn nhận nội tâm của nữ ca sĩ. "Đó là một chất xúc tác lớn đối với tôi. Nó khiến tôi phải tìm kiếm câu trả lời cho những câu hỏi tôi chưa bao giờ tự hỏi mình trước đây", cô nói với tạp chí Q, vào năm 2002. Trong cùng khoảng thời gian đó, cô tiếp cận Kabbalah và bắt đầu tìm hiểu Ấn Độ giáo và yoga, tất cả góp phần giúp cô "thoát ly [bản thân] và nhìn thế giới dưới một góc nhìn khác". Madonna cảm thấy rằng có một "mảng lớn" trong giọng hát của cô vẫn chưa dùng đến, và cô quyết định sử dụng cho Ray of Light. Đến tháng 5 năm 1997, Madonna bắt đầu viết những bài hát cho album. Cô tiến hành hợp tác với Babyface, người lần đầu làm việc với cô trong album phòng thu trước Bedtime Stories (1994). Hai người viết vài bản nhạc cùng nhau trước khi Madonna nhận thấy sự hợp tác đang đi chệch hướng âm nhạc cô muốn cho đĩa hát. Theo Babyface, những bài hát "mang chút hơi hướng của "Take a Bow" và Madonna không muốn, hoặc không cần, phải lặp lại chính mình".
Sau khi loại những bản nhạc viết với Babyface, Madonna chuyển sang nhạc sĩ Rick Nowels, người từng đồng viết lời cho nhiều tác phẩm của Stevie Nicks và Céline Dion. Cả hai tạo nên bảy bài hát trong chín ngày, nhưng chúng cũng không thể khắc họa định hướng nhạc điện tử tương lai của album. Ba trong số các bản nhạc, "The Power of Good-Bye", "To Have and Not to Hold" và "Little Star", xuất hiện trong album. Madonna sau đó bắt đầu làm việc với Patrick Leonard, người từng sản xuất nhiều đĩa hát cho cô vào cuối thập niên 1980. Không như những album trước của nữ ca sĩ, những thành phẩm hợp tác với Leonard có rất ít sự can thiệp của kỹ thuật phòng thu. Madonna tin rằng sự tham gia của Leonard "sẽ khiến những bài hát nghe giống như của Peter Gabriel nhiều hơn", một âm thanh cô không muốn cho album. Guy Oseary, chủ tịch của Maverick Records, sau đó gọi điện cho nhạc sĩ điện tử người Anh William Orbit, và đề nghị anh gửi một số bản nhạc cho Madonna. Orbit đã gửi một đoạn băng âm thanh số gồm 13 bản cho Madonna. "Tôi rất hâm mộ các album trước của William, Strange Cargo 1 và 2, tất cả mọi thứ. Tôi cũng thích tất cả những bản phối lại anh ấy từng làm cho tôi và tôi quan tâm đến việc kết hợp một loại âm thanh tương lai nhưng cũng sử dụng nhiều ảnh hưởng của Ấn Độ và Ma-rốc hoặc những thứ tương tự, đồng thời tôi muốn nó nghe cũ kỹ lẫn mới mẻ cùng một lúc", Madonna nói.

## Thu âm
—Orbit nói về việc hợp tác với Madonna; tạp chí Keyboard
Vào đầu tháng 6 trước khi bắt đầu thu âm, Orbit gặp Madonna tại nhà cô ở New York, và nữ ca sĩ phát cho anh những bản nhạc cô làm việc với các nhà sản xuất khác tính đến tháng 5 năm 1997, và anh cảm thấy nghe có vẻ "mượt mà". Họ ghé thăm Hit Factory vào cuối tuần đó, nơi Madonna mời nhà sản xuất làm việc cho Ray of Light. Orbit sau đó gửi cho cô một đoạn băng gồm các đoạn nhạc anh đang thực hiện, thường là những đoạn tám hoặc mười sáu nhịp hoặc phiên bản mộc của những bản nhạc sẽ xuất hiện trong album sau này. Madonna nghe đi nghe lại các bản mẫu cho đến khi có cảm hứng viết lời. Một khi nữ ca sĩ có ý tưởng về hướng phát triển lời cho bài hát, cô sẽ thuật lại ý tưởng của mình cho Orbit, và chúng sẽ được mở rộng hơn so với ý tưởng ban đầu. Dựa trên phần lớn các bản thu nháp hòa tấu có sẵn, Madonna bắt đầu sáng tác lời bài hát và giai điệu khi ở nhà hoặc khi du lịch.
Album được thu âm trong hơn bốn tháng rưỡi tại Phòng thu Larrabee North ở Bắc Hollywood, California, bắt đầu từ giữa tháng 6 năm 1997, là khoảng thời gian thực hiện một album lâu nhất của Madonna. Trong phần lớn quá trình thu âm, chỉ có ba người khác trong phòng thu với Madonna: William Orbit, một kỹ sư tên Pat McCarthy, và trợ lý kỹ sư của anh, Matt Silva. Họ bắt đầu thu âm ở Los Angeles, nhưng quá trình ban đầu gặp phải một số vấn đề về máy móc, vì Orbit thích làm việc với những đoạn nhạc mẫu và âm thanh tổng hợp, chứ không phải với nhạc công trực tiếp. Máy tính sẽ bị hỏng và việc thu âm phải trì hoãn cho đến khi chúng được sửa chữa. Orbit ghi lại hầu hết phần hòa tấu của album trong khoảng thời gian bốn tháng. Orbit nhớ lại rằng ngón tay của anh bị chảy máu khi chơi guitar trong nhiều giờ ở phòng thu.
Sau một số sai sót trong cách phát âm thể thơ tiếng Phạn "Yoga Taravali" trong "Shanti/Ashtangi", BBC sắp xếp cho Madonna tham gia các buổi học trên điện thoại để học cách phát âm chính xác cơ bản những từ tiếng Phạn từ học giả lỗi lạc Vagish Shastri. Sau đó, cô thực hiện các chỉnh sửa phát âm cần thiết cho album. Trong một cuộc phỏng vấn với MTV, Madonna nhớ lại quá trình thu âm Ray of Light, tiết lộ rằng đối tác kinh doanh của cô Guy Oseary là một người bạn hữu ích, vì sau khi cô và Orbit phát cho anh vài bản nhạc, Oseary, trước sự thất vọng của họ, không nói gì và rời khỏi phòng thu. "Anh ấy thực sự ghét cách phối với dàn dây lãnh đạm đó. Ngay khi tôi nghĩ rằng bài hát đã hoàn thành, anh ấy thúc đẩy chúng tôi đi thêm bước nữa. 'Có lẽ chúng ta nên thử cái này', hoặc 'Tôi thực sự không muốn nghe điều đó'. Và tất nhiên, sau đó, nó len lỏi trong não tôi, và tôi nghĩ, 'Chắc tôi sẽ bổ sung giọng nền cho bài hát đó'. Và rồi cô ấy bước vào và vui vẻ làm điều đó, đúng không nào?" Madonna nói.  Orbit cũng tiết lộ trong một cuộc phỏng vấn với tạp chí Q rằng Madonna thu âm "Swim" vào ngày người bạn của cô và là nhà thiết kế thời trang Gianni Versace bị sát hại ở Miami, Florida. Anh nhận xét rằng đây có lẽ là lý do tại sao bài hát có tác động lớn về mặt cảm xúc.

## Tiêu đề và hình ảnh
Theo người phát ngôn Liz Rosenberg, Madonna ban đầu cân nhắc đặt tên cho album là Mantra, một tiêu đề cô nghĩ rằng "thực sự thú vị", và cô cũng xem xét việc gọi nó là Veronica Electronica; Tuy nhiên, nữ ca sĩ loại bỏ cả hai ý tưởng và gọi nó là Ray of Light, vì những album trước của cô thường được đặt tên theo một bản nhạc trong đĩa hát đó. Những hình ảnh của Ray of Light được chụp bởi nhiếp ảnh gia người Peru Mario Testino vào ngày 28 tháng 11 năm 1997 trong một studio ở Golden Beach, Florida. Trước đây họ từng hợp tác cho một bộ sưu tập của Versace vài năm trước đó. Madonna rất ấn tượng với vẻ tự nhiên trong những tác phẩm được Testino chụp lại, vì vậy cô quyết định mời anh để thực hiện phần hình ảnh cho album. Testino nhớ lại, "Lúc 2 giờ chiều, cô ấy nói, 'Được rồi, tôi mệt. Chúng ta kết thúc thôi'. Và tôi nói, 'Nhưng tôi vẫn chưa lấy được hình ảnh nào'. Cô ấy nói, 'Bạn đang làm việc cho tôi và tôi nói là chúng ta đã xong'. Tôi nói, 'Không, chúng ta phải tiếp tục'. Bức ảnh được cô ấy sử dụng cho ảnh bìa đã xuất hiện sau đó".

## Sáng tác
—Madonna nói về nguồn cảm hứng đằng sau "Sky Fits Heaven" và "Shanti/Ashtangi".
Ray of Light là một bước đột phá đáng chú ý so với những tác phẩm trước của Madonna, và được coi là đĩa hát "mạo hiểm" nhất của cô. Đây là một album electronica, trip hop và techno-pop, cũng như chứa đựng những yếu tố của một số thể loại nhạc khác, bao gồm house, ambient, drum and bass, rock, new wave, nhạc phương Đông và cổ điển. Về giọng hát, nó cũng cho thấy sự thay đổi rõ rệt so với những album trước của Madonna; khi nữ ca sĩ trải qua nhiều buổi học luyện thanh cho bộ phim năm 1996 Evita, âm vực trong giọng hát của cô trở nên rộng hơn, cũng như âm sắc đầy đủ hơn. Trong nhiều bài hát, cô cũng từ bỏ kỹ thuật ngân rung từng sử dụng trước đây. Về mặt chuyên môn, đây được cho là chất giọng đầy nội lực nhất của Madonna.
Bài hát mở đầu và là đĩa đơn thứ ba, "Drowned World/Substitute For Love", là một bản ballad nhịp độ thấp với nhiều ảnh hưởng từ nhạc jungle, drum and bass và trip hop. Tiêu đề được lấy cảm hứng từ tiểu thuyết khoa học viễn tưởng hậu tận thế của J.G. Ballard The Drowned World (1962). "Swim", bản nhạc thứ hai, mang âm hưởng tâm linh. Cô hát: "Swim to the ocean floor/So that we can begin again/Wash away all our sins/Crash to the other shore". "Ray of Light", ca khúc thứ ba và là đĩa đơn thứ hai, là một bản dance-pop điện tử nhịp độ cao với những ảnh hưởng mạnh mẽ của techno và trance. Là một bài hát "cấp tiến về mặt âm thanh", nó cũng kết hợp yếu tố của rock, với một đoạn riff guitar điện nổi bật, kết hợp với một số hiệu ứng âm thanh như tiếng huýt sáo và tiếng bíp. "Candy Perfume Girl" có đoạn mở đầu đậm chất grunge và tiếp tục kết hợp những tiếng bíp hậu hiện đại và nhịp điệu tiếng guitar điện kiểu cũ bùng lên. Trong bài hát tiếp theo, "Skin", Madonna hát "Do I know you from somewhere?" bằng chất giọng đầy khao khát trên nền dàn nhạc điện tử.
Bản nhạc thứ sáu, "Nothing Really Matters", là một bản dance nhịp độ cao chứa đựng những ảnh hưởng của techno. "Sky Fits Heaven" tập trung vào những nghiên cứu tâm linh của Madonna và con gái Lourdes. Một số lời bài hát có đoạn: "Sky fits heaven so fly it, that's what the prophet said to me/Child fits mother so hold your baby tight, that's what my future can see". Những yếu tố trong phần lời được lấy từ bài thơ What Fits? của nhà thơ Max Blagg, vốn từng được sử dụng cho một quảng cáo năm 1993 của Gap Inc. "Shanti/Ashtangi" được thể hiện như một lời cầu nguyện của người Hindu và kết hợp với techno nhịp độ cao được Madonna hát bằng tiếng Phạn  trên nền nhạc dance, trong đó nữ ca sĩ hát phiên bản chuyển thể của Shankaracharya hoàn toàn bằng tiếng Phạn với những câu như "Vunde gurunam caranaravinde/Sandarsita svatma sukhavabodhe".
"Frozen", ca khúc thứ chín và là đĩa đơn đầu tiên của album, là một bản ballad điện tử nhịp độ trung bình vốn sở hữu nhiều lớp âm thanh được tăng cường bởi synthesizer và dàn dây. Bài hát cũng chứa đựng ảnh hưởng của ambient, nhịp điệu dance vừa phải ở phần điệp khúc và techno ở phần cuối. Giọng hát của Madonna xuyên suốt bản nhạc không có độ ngân rung và khiến người nghe so sánh với nhạc trung cổ. Về mặt nội dung, nó nói về một người đàn ông lạnh lùng và vô cảm; tuy nhiên, nhiều ẩn ý cũng được phát hiện. Theo Jarman-Ivens, những câu hát như "You're frozen, when your heart's not open" thể hiện một bảng màu nghệ thuật, "chứa đựng nhiều phong cách âm nhạc, ngôn từ và hình ảnh đa dạng trong lời bài hát." "The Power of Good-Bye" là một bản ballad đầy cảm xúc, trữ tình suy tư về sự mất mát và khao khát. Nó được phát hành như là đĩa đơn thứ tư của album. "To Have and Not to Hold" nói về một người yêu xa và "Little Star" nói về con gái của cô, Lourdes. Cả hai đều có bề ngoài sôi nổi nhưng tiềm ẩn sự tinh tế và cải biên có kiểm soát. "Mer Girl", bản nhạc cuối cùng của Ray of Light, là một bài thiền siêu thực về cái chết cũng như đề cập đến sự ra đi của mẹ Madonna, trong đó cô hát, "And I smelled her burning flesh/Her rotting bones, her decay/I ran and I ran/I'm still running away." "Cô ấy bước ra khỏi phòng thu," Orbit nhớ lại ngày thu âm nó, "và mọi người đều sững lại. Đó chỉ là một trong số những khoảnh khắc. Thực sự ma quái."

## Phát hành và quảng bá

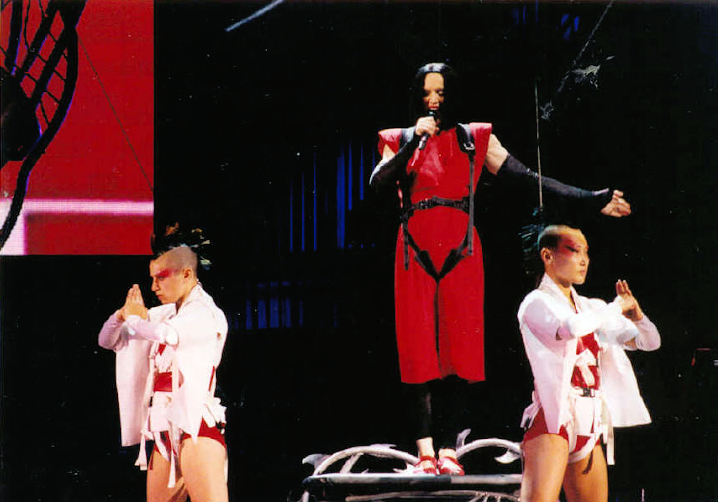
Madonna đang trình diễn đĩa đơn quảng bá "Sky Fits Heaven", trong chuyến lưu diễn Drowned World Tour năm 2001

Ray of Light được phát hành tại Nhật Bản vào ngày 22 tháng 2 năm 1998, với một bản nhạc bổ sung cho riêng phiên bản tại đây "Has to Be". Album sau đó được phát hành tại Hoa Kỳ vào ngày 3 tháng 3 năm 1998. Tại New Zealand, một bộ hộp gồm Ray of Light và The Immaculate Collection (1990) được phát hành cùng với album. Nó đạt vị trí thứ 12 trên bảng xếp hạng và được chứng nhận Vàng bởi Hiệp hội Công nghiệp thu âm New Zealand (RIANZ) với 7,500 bản được tiêu thụ. Một bản tổng hợp VHS quảng bá mang tên Rays of Light được phát hành tại Vương quốc Anh vào năm 1999, tập hợp video ca nhạc cho tất cả năm đĩa đơn trong album. Tất cả video sau đó được đưa vào bộ sưu tập The Video Collection 93:99 (1999). "Sky Fits Heaven" được phát hành dưới dạng đĩa đơn quảng bá tại Hoa Kỳ. Nó đạt vị trí thứ 41 trên bảng xếp hạng Billboard Hot Dance Club Play.
Để quảng bá album, Madonna xuất hiện trên truyền hình và trình diễn trực tiếp những bài hát từ album. Ngày 14 tháng 2 năm 1998, cô ra mắt "Sky Fits Heaven", "Shanti/Ashtangi" và "Ray of Light" tại hộp đêm Roxy NYC. "Frozen" được biểu diễn trên The National Lottery Show ở Vương quốc Anh (21 tháng 2), Lễ hội Âm nhạc Sanremo 1998 ở Ý (24 tháng 2), Wetten, dass..? tại Đức (28 tháng 2) và Rosie O'Donnell Show tại Hoa Kỳ (13 tháng 3). Vào ngày 27 tháng 4, Madonna xuất hiện không báo trước tại buổi hòa nhạc từ thiện Rock for the Rainforest tại Carnegie Hall ở Thành phố New York để hát "Frozen". Cô còn tham gia cùng những ngôi sao khác của buổi hòa nhạc, bao gồm Sting, Elton John và Billy Joel để trình diễn "With a Little Help From My Friends" và "Twist and Shout" với họ. Vào ngày 29 tháng 5, Madonna xuất hiện trên The Oprah Winfrey Show và hát "Little Star" và "Ray of Light". Vào ngày 10 tháng 9, cô mở màn giải Video âm nhạc của MTV năm 1998 tại Thành phố New York bằng màn trình diễn "Shanti/Ashtangi" và "Ray of Light" kết hợp với Lenny Kravitz trong vai trò đệm guitar. "The Power of Good-Bye" được hát tại giải Âm nhạc châu Âu của MTV năm 1998 ở Ý (12 tháng 11) và Top of the Pops ở Vương quốc Anh (19 tháng 11). Ngày 24 tháng 2 năm 1999, Madonna biểu diễn "Nothing Really Matters" tại lễ trao giải Grammy lần thứ 41 tại Shrine Auditorium ở Los Angeles.
Madonna trình diễn "Drowned World/Substitute For Love", "Ray of Light", "Candy Perfume Girl", "Sky Fits Heaven", "Frozen" và "Mer Girl" trong Drowned World Tour, chuyến lưu diễn thứ năm của cô, để quảng bá Ray of Light và album tiếp theo Music (2000). Nó bắt đầu vào tháng 6 năm 2001 và đánh dấu lần đầu tiên Madonna lưu diễn sau tám năm. Nó dự định được bắt đầu trước thiên niên kỷ mới, nhưng cô đã mang thai con trai Rocco Ritchie, phát hành Music vào năm đó và kết hôn với Guy Ritchie vào tháng 12 năm 2000. Mỗi đêm diễn được chia thành năm phần, Cyber-Punk, Geisha, Cowgirl, Spanish và Ghetto. Drowned World Tour nhận được những đánh giá tích cực, và là một thành công về mặt thương mại, thu về tổng cộng 75 triệu đô-la Mỹ, và là chuyến lưu diễn thành công nhất của một nghệ sĩ hát đơn trong năm 2001. Buổi hòa nhạc từ The Palace of Auburn Hills ở Auburn Hills, Michigan được phát sóng trực tiếp trên HBO vào ngày 26 tháng 8 năm 2001. Đĩa DVD Drowned World Tour 2001 được phát hành trên toàn thế giới vào ngày 13 tháng 11 năm 2001. Cũng như buổi phát sóng đầu tiên của đêm diễn, DVD nhận được những đánh giá tốt. Những bức ảnh sử dụng trên bìa DVD được chụp bởi người bạn của Madonna Rosie O'Donnell.

## Đĩa đơn
"Frozen" được phát hành với tư cách đĩa đơn chủ đạo từ album vào ngày 23 tháng 2 năm 1998. Nó lọt vào top 5 ở hầu hết những thị trường âm nhạc toàn cầu, đồng thời đứng đầu bảng xếp hạng đĩa đơn ở Phần Lan, Ý, Tây Ban Nha và Vương quốc Anh, nơi nó trở thành đĩa đơn đầu tiên của Madonna ra mắt ở vị trí số một. Đây cũng là đĩa đơn thứ sáu của cô đạt vị trí thứ hai trên Billboard Hot 100, giúp nữ ca sĩ xác lập kỷ lục là nghệ sĩ sở hữu nhiều tác phẩm á quân nhất trong lịch sử bảng xếp hạng. Bài hát nhận được sự hoan nghênh từ giới phê bình và được coi là một kiệt tác với âm thanh được mô tả như "điện ảnh". Tuy nhiên, một phiên tòa tại Bỉ vào năm 2005 phán quyết rằng chủ đề bốn nhịp mở đầu của bản nhạc đã ăn cắp ý tưởng từ bài hát "Ma vie fout le camp", do Salvatore Acquaviva sáng tác. Phán quyết khiến đĩa đơn và Ray of Light bị cấm tiêu thụ, cũng như những album tổng hợp khác có bài hát ở Bỉ. Vào tháng 2 năm 2014, một phiên tòa khác tại Bỉ phán quyết rằng Madonna không đạo nhái tác phẩm của Acquaviva cho "Frozen". Tòa án nói về một "hành vi phạm tội mới" trong hồ sơ: nhà soạn nhạc Edouard Scotto Di Suoccio và tổ chức Tabata Atoll Music and Music ở Paris cũng đệ đơn khiếu nại đạo nhạc. Theo họ, cả "Ma vie fout le camp" và "Frozen" đều bắt nguồn từ bài hát "Blood Night" mà họ sáng tác vào năm 1983. Sau khi tất cả ba bài hát trong vụ án được so sánh, phán quyết cuối cùng là những bài hát "không đủ độ 'nguyên bản' để khẳng định" rằng có xảy ra bất kỳ hành vi đạo nhạc nào, qua đó chấm dứt lệnh cấm kéo dài 8 năm đối với "Frozen" tại Bỉ từ năm 2005.
Đĩa đơn thứ hai, "Ray of Light", được phát hành vào ngày 6 tháng 5 năm 1998. Nó đạt vị trí số một tại Tây Ban Nha và vươn đến top 5 tại Canada, Phần Lan, Ý, Vương quốc Anh và Hoa Kỳ. Nó xuất hiện lần đầu trên Hot 100 ở vị trí thứ năm, trở thành thứ hạng ra mắt cao nhất của Madonna trên bảng xếp hạng từ trước đến nay. Bài hát cũng gặt hái thành công trên bảng xếp hạng Hot Dance Club Play, giữ vị trí quán quân trong bốn tuần, và trở thành "Đĩa đơn Hot Dance Club Play Hàng đầu" của năm 1998. Về mặt chuyên môn, nó cũng nhận được những đánh giá tích cực, được ca ngợi bởi âm thanh hoàn hảo nhưng vẫn "tiến bộ về mặt kỹ thuật" cũng như chất giọng đầy nội lực của cô.
"Drowned World/Substitute for Love" được phát hành vào ngày 24 tháng 8 năm 1998 như là đĩa đơn thứ ba bên ngoài Hoa Kỳ. Nó đạt vị trí số một ở Tây Ban Nha và lọt vào top 10 ở Ý và Vương quốc Anh. Video ca nhạc do Walter Stern đạo diễn, đã gây nên tranh cãi bởi những cảnh quay Madonna bị thợ săn ảnh đuổi theo bằng xe mô tô, một kịch bản tương tự như cái chết của Vương phi Diana vào năm 1997. Đĩa đơn thứ tư, "The Power of Good-Bye", được phát hành vào ngày 22 tháng 9 năm 1998, và lọt vào top 10 ở Áo, Canada, Hà Lan, Phần Lan, Đức, Ý, Tây Ban Nha, Thụy Điển, Thụy Sĩ và Vương quốc Anh. Tại Hoa Kỳ, bài hát đạt vị trí thứ 11 trên Hot 100. Video ca nhạc của nó được đạo diễn bởi Matthew Rolston. "Nothing Really Matters" được phát hành làm đĩa đơn thứ năm và cũng là cuối cùng của Ray of Light vào ngày 2 tháng 3 năm 1999. Nó trở thành một bản hit top 10 ở Canada, Phần Lan, Ý, New Zealand và Vương quốc Anh. Tại Hoa Kỳ, nó trở thành đĩa đơn có thứ hạng thấp nhất của Madonna trên Hot 100, đạt vị trí thứ 93, nhưng lại là đĩa đơn quán quân trên bảng xếp hạng nhạc dance. Video ca nhạc của nó, do Johan Renck đạo diễn, được lấy cảm hứng từ cuốn sách Hồi ức của một geisha của Arthur Golden, với những cảnh Madonna ăn mặc như một geisha.

## Tiếp nhận chuyên môn
| Đánh giá chuyên môn           | Đánh giá chuyên môn |
| Nguồn đánh giá                | Nguồn đánh giá      |
| Nguồn                         | Đánh giá            |
| ----------------------------- | ------------------- |
| AllMusic                      | [ 11 ]              |
| Chicago Tribune               | [ 67 ]              |
| Encyclopedia of Popular Music | [ 68 ]              |
| Entertainment Weekly          | A−                  |
| The Guardian                  | [ 70 ]              |
| NME                           | 8/10                |
| Pitchfork                     | 8.1/10              |
| Rolling Stone                 | [ 73 ]              |
| Slant Magazine                | [ 19 ]              |
| USA Today                     | [ 74 ]              |

Ray of Light nhận được sự hoan nghênh nhiệt liệt từ các nhà phê bình. Stephen Thomas Erlewine từ AllMusic gọi đây là "đĩa hát mạo hiểm nhất" và "album trưởng thành và thận trọng nhất" của Madonna. Paul Verna của Billboard nhận xét: "Dễ dàng là tác phẩm cá nhân và trưởng thành nhất của cô cho đến nay, Ray of Light là nơi Madonna thêu dệt lời ca với sự gần gũi đau đớn của từng mục nhật ký và gói chúng lại bằng những giai điệu như thánh ca và phần hòa tấu tràn ngập không khí tươi tốt, u sầu—với những bước chân vào nhạc cổ điển, trance, và thậm chí cả guitar pop. Tất nhiên, cô ấy cân bằng phần giai điệu nghiêm túc của bản thu âm bằng những hạt cốm pop quen thuộc giúp cô khai phá âm vực đáng kinh ngạc của mình một cách linh hoạt để đạt được hiệu quả tốt." Ông kết thúc bài đánh giá bằng cách gọi album là "một nỗ lực mạo hiểm thú vị, và sau cùng là chiến thắng của một trong những nghệ sĩ biểu diễn hấp dẫn nhất nhạc pop." Sal Cinquemani của Slant Magazine mô tả album là  một trong những kiệt tác pop tuyệt vời của thập niên 90" và tuyên bố rằng: "Lời bài hát của nó không phức tạp nhưng tuyên ngôn lại rất vĩ đại" và "Madonna chưa từng cảm xúc đến như vậy kể từ Like a Prayer". Bài đánh giá của Rob Sheffield cho Rolling Stone gọi album là "xuất sắc", nhưng lại chỉ trích quá trình sản xuất của Orbit, nói rằng anh không hiểu biết đủ thủ thuật để sản xuất toàn bộ album, và vì vậy nó trở nên lặp lại lẫn nhau. "Đến khi Simply Red kết nạp John Zorn, hoặc Mariah Carey làm việc với Tortoise," Stuart Maconie viết cho Q, "cô ấy vẫn là quý tộc pop duy nhất luôn biết lắng nghe."
David Browne của Entertainment Weekly viết: "Với tất cả những gì cô vật lộn với sự tự khai sáng, Madonna có vẻ thoải mái hơn và ít cáu kỉnh hơn chính mình trong nhiều năm, từ sự lột xác mới của người mẹ thiên nhiên gốc Ý đến, đặc biệt, âm nhạc của cô. Ray of Light thực sự như một lễ cầu nguyện, và bạn biết cô ấy sẽ đưa bạn đến đó." Roni Sarig, trong City Pages, ấn tượng nhất bởi âm vực, độ sâu và trong trẻo ở giọng hát của Madonna và gọi đây là "bản thu âm phong phú nhất, thành công nhất của cô." Robert Hilburn của Los Angeles Times viết: "Một lý do tại sao Ray of Light là album thỏa mãn nhất trong sự nghiệp của cô vì nó phản ánh sự tìm kiếm tâm hồn của một người phụ nữ ở một thời điểm trong cuộc đời, nơi cô có thể nhìn lại bản thân với sự thẳng thắn và góc nhìn đáng ngạc nhiên." Trong Melody Maker, Mark Roland so sánh nó với St Etienne và Homogenic của Björk, để làm nổi bật sự thiếu hoài nghi như khía cạnh tích cực nhất của album: "Đây không phải một album làm bật lên sự thao túng cynical pop, nó như được bóc ra khỏi một cục đất sét trên bánh xe đạp. Được khiêu khích vào đời đầy thiện chí, Ray of Light là một chiếc cốc xấu xí không hoàn hảo nhưng trở nên đặc biệt hơn tất cả vì điều đó." Joan Anderman từ The Boston Globe cho biết Ray of Light là một album đáng chú ý. Ông mô tả nó như một bản thu âm dance mang tính tâm linh sâu sắc, có kết cấu tuyệt vời, một chu kỳ nghiêm túc của những bài hát đi một chặng đường dài để hướng tới việc giải phóng Madonna khỏi sự nghiệp được xây dựng dựa trên những hình ảnh góp nhặt và cá tính được trau dồi. Robert Christgau của Playboy không có nhiều ấn tượng, cho rằng đây là một đĩa hát "nghe có vẻ tuyệt vời" nhưng ở mức trung bình vì các chủ đề khai sáng luôn mang lại kết quả vụng về cho những nghệ sĩ pop. Tuy nhiên, ông khen ngợi những bản nhạc đầy khoái cảm như "Skin" và "Candy Perfume Girl".

## Diễn biến thương mại

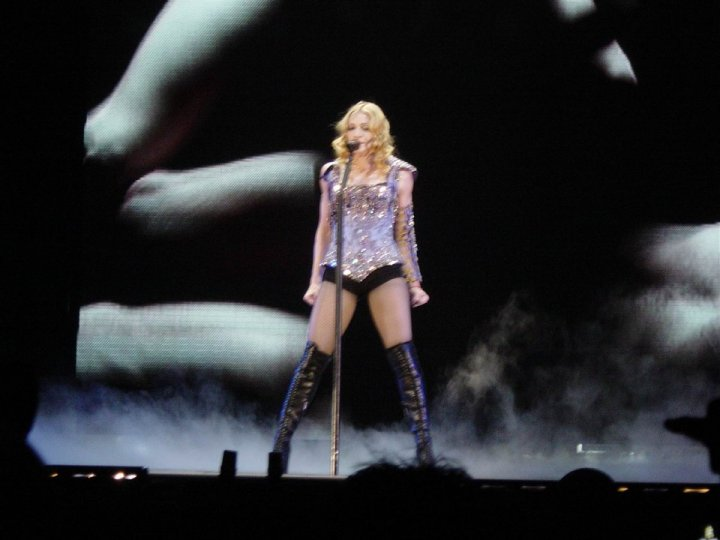
Madonna đang thể hiện đĩa đơn đầu tiên của album "Frozen" trong chuyến lưu diễn Re-Invention World Tour năm 2004

Tại Hoa Kỳ, Ray of Light ra mắt ở vị trí thứ hai trên bảng xếp hạng Billboard 200 số phát hành ngày 21 tháng 3 năm 1998. Album thiết lập kỷ lục về doanh số tiêu thụ tuần đầu lớn nhất của một nghệ sĩ nữ trong kỷ nguyên Nielsen SoundScan lúc bấy giờ với 371,000 bản được bán ra. Tuy nhiên, nó không thể đánh bại album nhạc phim của tác phẩm điện ảnh Titanic, trở thành đĩa hát thứ năm của Madonna vươn đến thứ hạng á quân. Trong tuần thứ hai, album bán được 225,000 bản và vẫn bị chặn lại bởi nhạc phim. Vào ngày 16 tháng 3 năm 2000, nó được chứng nhận bốn đĩa Bạch kim bởi Hiệp hội Công nghiệp Ghi âm Hoa Kỳ (RIAA) với bốn triệu bản được tiêu thụ. Madonna trở thành nữ nghệ sĩ đầu tiên có bảy album phòng thu đa bạch kim của RIAA. Theo Nielsen SoundScan, Ray of Light bán được 3.891 triệu bản tại Hoa Kỳ tính đến tháng 12 năm 2016. Doanh số này không bao gồm những bản sao được bán thông qua các câu lạc bộ như BMG Music, nơi album bán được hơn 459,000 bản. Tại Canada, nó ra mắt ở vị trí số một trên bảng xếp hạng Canadian Albums Chart với doanh số tuần đầu là 59,900 bản. Sau đó, nó được chứng nhận bảy đĩa Bạch kim bởi Hiệp hội Công nghiệp ghi âm Canada (CRIA) cho lượng tiêu thụ đạt 700,000 bản. Album cũng đạt được thành công về mặt thương mại ở Châu Đại Dương, ra mắt ở vị trí số một trên bảng xếp hạng ở Úc và New Zealand. Nó được chứng nhận ba đĩa Bạch kim bởi Hiệp hội Công nghiệp Ghi âm Úc (ARIA) và Bạch kim bởi Hiệp hội Công nghiệp Ghi âm New Zealand (RIANZ) với số album bán ra lần lượt là 210,000 và 15,000 bản.
Tại Vương quốc Anh, Ray of Light ra mắt ở vị trí số một trên UK Albums Chart với doanh số tuần đầu gần 139,000 bản và giữ vị trí quán quân trong hai tuần. Nó được chứng nhận sáu đĩa Bạch kim bởi Hội Công nghiệp Ghi âm Anh (BPI) cho lượng tiêu thụ đạt 1.8 triệu bản. Tính đến năm 2018, album bán được 1,730,000 đơn vị tại Vương quốc Anh theo Official Charts Company. Tại Pháp, Ray of Light lọt vào bảng xếp hạng album ở vị trí thứ hai, giữ nguyên vị trí đó trong bảy tuần trước khi tụt hạng. Nó được chứng nhận ba lần Bạch kim bởi Hiệp hội Quốc gia về Xuất bản Ghi âm (SNEP) với 900,000 bản được tiêu thụ. Doanh số thực tế của album ở Pháp là 925,400 bản. Tại Đức, album đạt vị trí số một trên Media Control Charts và trụ vững trong bảy tuần. Nó vẫn là album bán chạy nhất của Madonna ở Đức với ba lần chứng nhận bạch kim từ Hiệp hội Công nghiệp Âm nhạc Liên bang (BVMI) cho lượng đĩa đạt 1.5 triệu bản. Ray of Light ra mắt ở hạng nhất tại Ý và bán được 500,000 bản tính đến tháng 7 năm 1998. Doanh số tiêu thụ cán mốc 600,000 bản tại đây. Với những thành công thương mại ở các nước châu Âu, album đứng đầu bảng xếp hạng European Top 100 Albums và được chứng nhận bảy đĩa bạch kim bởi Liên đoàn Công nghiệp ghi âm Quốc tế (IFPI) cho doanh thu đạt bảy triệu bản, trở thành album bán chạy thứ ba ở châu Âu trong giai đoạn 1998-2007. Ray of Light cũng đạt được thành công tương tự trên toàn cầu, đứng đầu các bảng xếp hạng ở Bỉ, Hà Lan, Phần Lan, Hy Lạp, Hungary, Israel, Na Uy, Singapore, Tây Ban Nha và Thụy Sĩ. Đây là album bán chạy nhất của tập đoàn Warner Music ở Châu Á–Thái Bình Dương trong suốt năm 1998, và bán được một triệu bản chỉ riêng ở lục địa tính đến tháng 6 năm 1999. Tổng cộng, Ray of Light bán được hơn 18 triệu bản trên toàn thế giới.

## Thành tựu

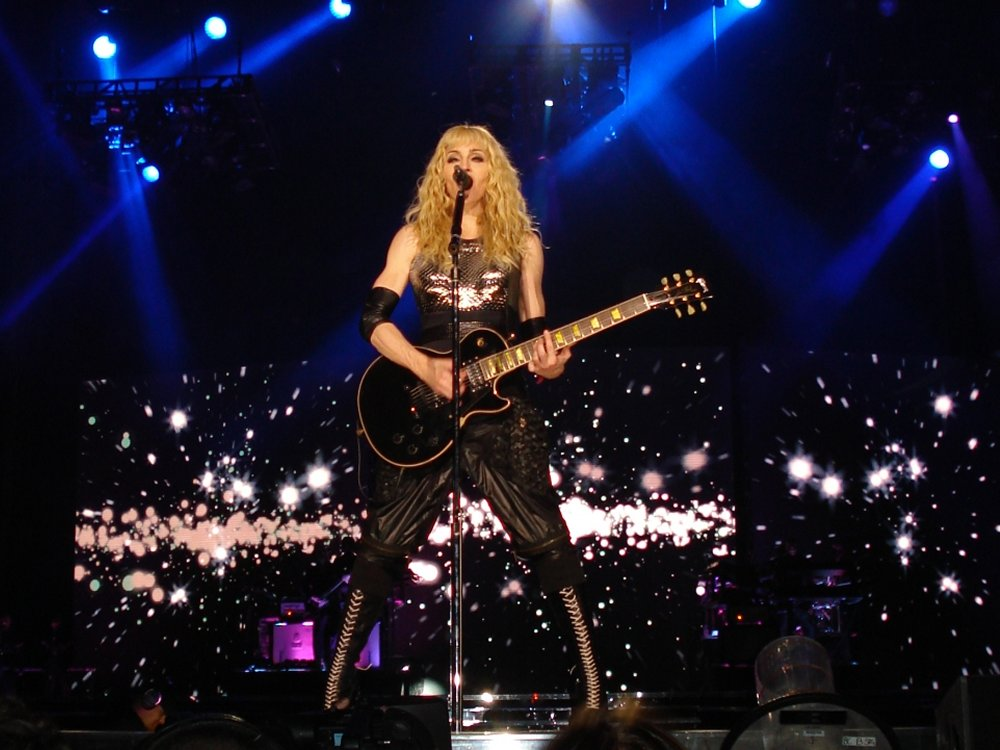
Madonna đang trình diễn "Ray of Light" trong chuyến lưu diễn Sticky & Sweet Tour năm 2008. Bài hát giành giải Video âm nhạc của MTV cho Video của năm và một giải Grammy cho Thu âm nhạc dance xuất sắc nhất.

Tại giải Grammy thường niên lần thứ 41, Ray of Light nhận được bốn giải trong số sáu đề cử. Album chiến thắng hạng mục Album Pop xuất sắc nhất và Gói thu âm xuất sắc nhất, đồng thời được đề cử cho Album của năm, trong khi bản nhạc chủ đề thắng giải Thu âm nhạc dance xuất sắc nhất và Video ca nhạc hình thái ngắn xuất sắc nhất, cũng như được đề cử cho Thu âm của năm. Album đem lại cho Madonna giải Grammy âm nhạc đầu tiên trong sự nghiệp vì trước đó cô chỉ thắng ở hạng mục video. Madonna còn trở thành nghệ sĩ thắng lớn nhất tại giải Video âm nhạc của MTV năm 1998, giành sáu giải trên tổng số chín đề cử. "Frozen" thắng giải Hiệu ứng đặc biệt xuất sắc nhất; "Ray of Light" thắng giải Biên đạo xuất sắc nhất, Đạo diễn xuất sắc nhất, Biên tập xuất sắc nhất, Video xuất sắc nhất của nữ ca sĩ và Video của năm, đồng thời được đề cử cho Quay phim xuất sắc nhất, Video Dance xuất sắc nhất và Video đột phá. Hiệp hội các Nhà soạn nhạc, Tác giả và Nhà xuất bản Hoa Kỳ (ASCAP) vinh danh Madonna với hai giải Bài hát trình diễn nhiều nhất cho "Frozen" và "Ray of Light" tại Giải thưởng Âm nhạc ASCAP Pop năm 1999, cũng như Bài hát Dance hàng đầu cho "Ray of Light" tại Lễ trao giải Âm nhạc ASCAP Rhythm & Soul năm 1999.
Ray of Light cũng giúp Madonna đạt nhiều giải thưởng từ những lễ trao giải quốc tế, bao gồm hai giải Grammy Đan Mạch cho Album quốc tế xuất sắc nhất và Giọng ca nữ quốc tế xuất sắc nhất từ IFPI Đan Mạch, một giải Fryderyk cho Album nước ngoài hay nhất từ Hiệp hội Công nghiệp Ghi âm Ba Lan (ZPAV) ở Ba Lan, giải Hươu vàng cho Album Pop quốc tế của năm từ Mahasz ở Hungary, hai giải Porin cho Album quốc tế xuất sắc nhất và Video quốc tế xuất sắc nhất ("Frozen") tại Croatia, và hai giải Rockbjörnen cho Album quốc tế xuất sắc nhất và Nghệ sĩ quốc tế xuất sắc nhất tại Thụy Điển.
Tại Canada, Madonna giành giải Video quốc tế xuất sắc nhất cho "Ray of Light" tại giải thưởng Video MuchMusic năm 1999 và được đề cử cho Album bán chạy nhất (Nước ngoài hoặc trong nước) tại giải Juno năm 1999. Cô cũng nhận được giải Nữ nghệ sĩ xuất sắc nhất và Album xuất sắc nhất tại giải Âm nhạc châu Âu của MTV năm 1998. Tại giải Âm nhạc Dance Quốc tế thường niên lần thứ 14, Madonna giành giải Nghệ sĩ Dance hát đơn xuất sắc nhất và Video Dance xuất sắc nhất cho "Ray of Light".

## Tác động và di sản
Ray of Light góp công lớn trong việc đưa nhạc điện tử vào nền văn hóa đại chúng toàn cầu. Los Angeles Times nhận định rằng "ngoài những đột phá bất ngờ như của Fatboy Slim, electronica vẫn chưa trở nên phổ biến khi Madonna phát hành Ray of Light." Đến khi album đưa thể loại lên vị trí dẫn đầu các bảng xếp hạng âm nhạc, theo tác giả J. Randy Taraborrelli, "techno và electronica, trong nhiều năm, là thứ âm nhạc được chơi tại những buổi tiệc, và phổ biến nhất, các bữa tiệc ngầm bất hợp pháp trong nhà kho bỏ hoang và những khu vực hoang vắng ở ngoại ô thị trấn trên khắp thế giới." Biên tập viên của AllMusic, Liana Jonas, cho rằng bài hát chủ đề của album "thu hút sự chú ý lớn đến dòng nhạc điện tử, vốn đi lên từ vị thế ngầm để trở nên phổ biến rộng rãi vào đầu thế kỷ 21." Tác giả Daryl Deino của The Observer gọi nó là "một album chấp nhận rủi ro giúp định nghĩa xu hướng nhạc dance điện tử."
Elliott H. Powell trong một nghiên cứu về Mỹ tại Đại học New York nhận xét rằng Ray of Light tạo tiền đề để văn hóa Nam Á dễ tiếp cận hơn với công chúng Mỹ vào những năm 1990. Rhonda Hammer and Douglas Kellner trong cuốn sách của Nghiên cứu Truyền thông/văn hóa: Tiếp cận chuyên môn nhớ lại rằng "Hiện tượng nữ quyền lấy cảm hứng từ Nam Á như một xu hướng truyền thông phương Tây có thể bắt nguồn từ tháng 2 năm 1998, khi biểu tượng nhạc pop Madonna phát hành video "Frozen"." Họ giải thích rằng "mặc dù Madonna không khởi xướng thời trang phụ kiện làm đẹp của Ấn Độ [...] nhưng cô ấy đưa nó vào tầm mắt công chúng bằng cách thu hút sự chú ý của truyền thông toàn cầu."
Theo Taraborrelli, album được ca ngợi là táo bạo và mới mẻ đối với nền nhạc đương đại cuối thập niên 1990, vốn được thống trị bởi những nhóm nhạc nam và nghệ sĩ thiếu niên như Backstreet Boys, NSYNC, Britney Spears và Christina Aguilera. Larry Flick từ Billboard nói rằng album "không chỉ mang lại cho nữ ca sĩ tắc kè hoa thành công chuyên môn  đầu tiên trong sự nghiệp mà còn chứng minh rằng cô ấy vẫn là một nhân vật quan trọng với khán giả trẻ vốn thay đổi một cách đáng sợ." Nhà phê bình âm nhạc Lucy O'Brien nhận xét: "Ray of Light năm 1998 hoàn toàn góp phần phục dựng hình ảnh cho Madonna. Cho đến thời điểm đó, cô vẫn bị coi là một cô gái nhạc pop quyến rũ bình thường và ăn may, nhưng với đĩa hát này, cô tiếp cận được một lượng khán giả hoàn toàn mới, chứng tỏ rằng cô là một nhạc sĩ giỏi với tiềm năng sản sinh lớn." Mary von Aue từ Stereogum nói rằng "Ray of Light tái lập Madonna như một nghệ sĩ đột phá."
Ray of Light được nhiều nhà phê bình đưa vào danh sách những album hay nhất mọi thời đại. Tạp chí Rolling Stone xếp đĩa hát ở vị trí thứ 367 trong danh sách 500 album xuất sắc nhất mọi thời đại. Vào tháng 9 năm 2020, một ấn bản cập nhật của danh sách được Rolling Stone xuất bản, và album tăng 145 hạng lên vị trí thứ 222. Năm 2001, một phần tư triệu người hâm mộ âm nhạc trên VH1 bình chọn Ray of Light ở hạng mười cho "100 Album hay nhất mọi thời đại". Năm 2003, Ray of Light xếp vị trí thứ 17 trong danh sách "100 Album hay nhất từng tồn tại" của độc giả tạp chí Q.  Album cũng xuất hiện trong cuốn sách 1001 Album Bạn Phải Nghe Trước Khi Chết. Tạp chí Mojo cũng liệt kê Ray of Light ở vị trí thứ 29 trong "100 Tác phẩm Kinh điển Hiện đại: Album Tuyệt vời Nhất trong Đời Chúng ta". Năm 2013, album cũng được xếp hạng 241 trong danh sách "500 Album hay nhất mọi thời đại" của tạp chí NME. Ca sĩ người Canada Nelly Furtado nói rằng cô coi Ray of Light như hình mẫu cho album Loose (2006) của mình. Ca sĩ người Anh Adele gọi Ray of Light là "một trong những nguồn cảm hứng chính" cho album phòng thu thứ ba của cô, 25 (2015). Bản thân Madonna cũng coi Ray of Light là cuộc cách mạng viên mãn nhất trong sự nghiệp của cô.

## Danh sách bài hát
| STT | Nhan đề                             | Sáng tác                                                  | Sản xuất                      | Thời lượng |
| --- | ----------------------------------- | --------------------------------------------------------- | ----------------------------- | ---------- |
| 1.  | "Drowned World/Substitute for Love" | Madonna William Orbit Rod McKuen Anita Kerr David Collins | Madonna Orbit                 | 5:09       |
| 2.  | "Swim"                              | Madonna Orbit                                             | Madonna Orbit                 | 5:00       |
| 3.  | "Ray of Light"                      | Madonna Orbit Clive Muldoon Dave Curtiss Christine Leach  | Madonna Orbit                 | 5:21       |
| 4.  | "Candy Perfume Girl"                | Madonna Orbit Susannah Melvoin                            | Madonna Orbit                 | 4:34       |
| 5.  | "Skin"                              | Madonna Patrick Leonard                                   | Madonna Orbit Marius de Vries | 6:22       |
| 6.  | "Nothing Really Matters"            | Madonna Leonard                                           | Madonna Orbit de Vries        | 4:27       |
| 7.  | "Sky Fits Heaven"                   | Madonna Leonard                                           | Madonna Orbit Leonard         | 4:48       |
| 8.  | "Shanti/Ashtangi"                   | Madonna Orbit                                             | Madonna Orbit                 | 4:29       |
| 9.  | "Frozen"                            | Madonna Leonard                                           | Madonna Orbit Leonard         | 6:12       |
| 10. | "The Power of Good-Bye"             | Madonna Rick Nowels                                       | Madonna Orbit Leonard         | 4:10       |
| 11. | "To Have and Not to Hold"           | Madonna Nowels                                            | Madonna Orbit Leonard         | 5:23       |
| 12. | "Little Star"                       | Madonna Nowels                                            | Madonna de Vries              | 5:18       |
| 13. | "Mer Girl"                          | Madonna Orbit                                             | Madonna Orbit                 | 5:32       |

| Ray of Light – Bản nhạc bổ sung tại Nhật | Ray of Light – Bản nhạc bổ sung tại Nhật | Ray of Light – Bản nhạc bổ sung tại Nhật | Ray of Light – Bản nhạc bổ sung tại Nhật | Ray of Light – Bản nhạc bổ sung tại Nhật |
| STT                                      | Nhan đề                                  | Sáng tác                                 | Sản xuất                                 | Thời lượng                               |
| ---------------------------------------- | ---------------------------------------- | ---------------------------------------- | ---------------------------------------- | ---------------------------------------- |
| 14.                                      | "Has to Be"                              | Madonna Orbit Leonard                    | Madonna Orbit                            | 5:15                                     |

## Xếp hạng
| Bảng xếp hạng (1998)                     | Vị trí cao nhất |
| ---------------------------------------- | --------------- |
| Album Úc (ARIA)                          | 1               |
| Album Áo (Ö3 Austria)                    | 2               |
| Album Bỉ (Ultratop Vlaanderen)           | 1               |
| Album Bỉ (Ultratop Wallonie)             | 2               |
| Canada (RPM)                             | 1               |
| Canada (The Record)                      | 1               |
| Cộng Hòa Séc (ČNS IFPI)                  | 2               |
| Đan Mạch (Hitlisten)                     | 2               |
| Album Hà Lan (Album Top 100)             | 1               |
| Châu Âu (Top 100)                        | 1               |
| Album Phần Lan (Suomen virallinen lista) | 1               |
| Album Pháp (SNEP)                        | 1               |
| Đức (Offizielle Top 100)                 | 1               |
| Hy Lạp (IFPI Greece)                     | 1               |
| Album Hungaria (MAHASZ)                  | 1               |
| Ý (FIMI)                                 | 1               |
| Ireland (IRMA)                           | 2               |
| Nhật Bản (Oricon)                        | 6               |
| Malaysia (RIM)                           | 4               |
| Album New Zealand (RMNZ)                 | 1               |
| Album Na Uy (VG-lista)                   | 1               |
| Bồ Đào Nha (AFP)                         | 6               |
| Tây Ban Nha (PROMUSICAE)                 | 1               |
| Album Scotland (OCC)                     | 1               |
| Album Thụy Điển (Sverigetopplistan)      | 2               |
| Album Thụy Sĩ (Schweizer Hitparade)      | 1               |
| Album Anh Quốc (OCC)                     | 1               |
| Album Hoa Kỳ Billboard 200               | 2               |

| Bảng xếp hạng (1990–1999)    | Vị trí |
| ---------------------------- | ------ |
| Austrian Albums (Ö3 Austria) | 30     |

| Bảng xếp hạng (1998)              | Vị trí |
| --------------------------------- | ------ |
| Úc (ARIA)                         | 10     |
| Áo (Ö3 Austria)                   | 7      |
| Bỉ (Ultratop Flanders)            | 5      |
| Bỉ (Ultratop Wallonia)            | 11     |
| Canada (RPM)                      | 10     |
| Đan Mạch (Hitlisten)              | 5      |
| Châu Âu (European Top 100 Albums) | 3      |
| Hà Lan (MegaCharts)               | 4      |
| Pháp (SNEP)                       | 10     |
| Đức (Offizielle Top 100)          | 4      |
| Ý (Hit Parade)                    | 15     |
| Nhật (Oricon)                     | 94     |
| New Zealand (Recorded Music NZ)   | 16     |
| Na Uy Mùa Giáng sinh (VG-lista)   | 2      |
| Na Uy Mùa xuân (VG-lista)         | 2      |
| Na Uy Mùa đông (VG-lista)         | 17     |
| Thụy Điển (Sverigetopplistan)     | 2      |
| Thụy Sĩ (Schweizer Hitparade)     | 4      |
| Vương quốc Anh (OCC)              | 7      |
| Hoa Kỳ Billboard 200              | 18     |
| Bảng xếp hạng (1999)              | Vị trí |
| Úc (ARIA)                         | 61     |
| Áo (Ö3 Austria)                   | 21     |
| Bỉ (Ultratop Flanders)            | 55     |
| Bỉ (Ultratop Wallonia)            | 72     |
| Đan Mạch (Hitlisten)              | 42     |
| Hà Lan (MegaCharts)               | 19     |
| Châu Âu (European Top 100 Albums) | 11     |
| Pháp (SNEP)                       | 58     |
| Đức (Offizielle Top 100)          | 14     |
| Na Uy Mùa đông (VG-lista)         | 16     |
| Vương quốc Anh (OCC)              | 29     |
| Hoa Kỳ Billboard 200              | 98     |
| Bảng xếp hạng (2000)              | Vị trí |
| Hà Lan (MegaCharts)               | 89     |
| Vương quốc Anh (OCC)              | 115    |
| Bảng xếp hạng (2001)              | Vị trí |
| Vương quốc Anh (OCC)              | 191    |

## Chứng nhận
ard=Bạch kim|relyear=1998|salesamount=250,000|archive-date=ngày 6 tháng 8 năm 2010|url=http://www.rockandroll.gr/content/view/124/110/lang,greek/%7Ctitle=Best%5B%5D selling in Brazil|access-date =ngày 21 tháng 8 năm 2012}}
| Quốc gia                                                                           | Chứng nhận  | Số đơn vị/doanh số chứng nhận |
| ---------------------------------------------------------------------------------- | ----------- | ----------------------------- |
| Argentina (CAPIF)                                                                  | Bạch kim    | 60.000^                       |
| Úc (ARIA)                                                                          | 3× Bạch kim | 210.000^                      |
| Áo (IFPI Áo)                                                                       | 2× Bạch kim | 100.000*                      |
| Bỉ (BEA)                                                                           | Bạch kim    | 100,000                       |
| Canada (Music Canada)                                                              | 7× Bạch kim | 700.000^                      |
| Đan Mạch (IFPI Đan Mạch)                                                           | 5× Bạch kim | 250.000^                      |
| Phần Lan (Musiikkituottajat)                                                       | Bạch kim    | 50,604                        |
| Pháp (SNEP)                                                                        | 3× Bạch kim | 925,400                       |
| Đức (BVMI)                                                                         | 3× Bạch kim | 1.500.000^                    |
| Hồng Kông (IFPI Hồng Kông)                                                         | Bạch kim    | 20.000*                       |
| Ý (FIMI)                                                                           | 5× Bạch kim | 600,000                       |
| Nhật Bản (RIAJ)                                                                    | 2× Bạch kim | 0^                            |
| Hà Lan (NVPI)                                                                      | 3× Bạch kim | 300.000^                      |
| New Zealand (RMNZ)                                                                 | Bạch kim    | 15.000^                       |
| Na Uy (IFPI)                                                                       | 2× Bạch kim | 100.000*                      |
| Ba Lan (ZPAV)                                                                      | 2× Bạch kim | 0*                            |
| Nga (NFPF)                                                                         | —           | 123,000                       |
| Singapore (RIAS)                                                                   | Bạch kim    | 15,000                        |
| Tây Ban Nha (PROMUSICAE)                                                           | 3× Bạch kim | 300.000^                      |
| Thụy Điển (GLF)                                                                    | 3× Bạch kim | 240.000^                      |
| Thụy Sĩ (IFPI)                                                                     | 3× Bạch kim | 150.000^                      |
| Anh Quốc (BPI)                                                                     | 6× Bạch kim | 1.800.000^                    |
| Hoa Kỳ (RIAA)                                                                      | 4× Bạch kim | 4,359,000                     |
| Tổng hợp                                                                           |             |                               |
| Châu Âu (IFPI)                                                                     | 7× Bạch kim | 7.000.000*                    |
| * Chứng nhận dựa theo doanh số tiêu thụ. ^ Chứng nhận dựa theo doanh số nhập hàng. |             |                               |